# Autoroute A132
Die Autoroute A 132 ist eine französische Autobahn mit Beginn in Pont-l’Évêque und dem Ende in Canapville. Sie verbindet die Küste bei Deauville mit der Autobahn A 13 (Paris–Caen). Im Gegensatz zu den meisten französischen Autobahnen ist die Benutzung der nur 5,0 km langen A 132 kostenlos. Die Autobahn wurde am 13. Mai 1977 eröffnet. 

## Gemeinden an der Autobahn
- Pont-l’Évêque
- Honfleur
- Deauville
- Canapville